# Catherine Clinton
Catherine Clinton (* 5. April 1952 in Seattle, Washington) ist eine US-amerikanische Historikerin, die heute als Professorin an der Queen’s University of Belfast Geschichte lehrt. Sie hat sich auf die Geschichte der Vereinigten Staaten spezialisiert. Ihr Schwerpunkt ist dabei die Geschichte der Südstaaten. Sie promovierte bei James M. McPherson an der Princeton University.

## Leben
Clinton wuchs in Kansas City in Missouri auf und besuchte dort die Sunset Hill School für Mädchen, die heutige Pembroke Hill School, die sie 1969 abschloss. Ein Studium der Soziologie und über afroamerikanische Geschichte an der Harvard University (Lowell House) schloss sie 1973 erfolgreich ab. Ihre Abschlussarbeit schrieb sie über junge Frauen auf den Plantagen des amerikanischen Südens. Der Gewinn des Isobel Briggs Reisestipendium des Radcliffe College führte sie nach England. 1974 erlangte sie an der University of Sussex in amerikanischer Geschichte (American Studies) mit einer Arbeit über Fanny Kemble den Abschluss als Master (M.A.). Nach einem Aufenthalt als Dozent an der Universität von Bengasi in Libyen setzte sie 1975 ihr Geschichtsstudium im Rahmen eines Ph.D.-Programms in Princeton fort, das sie 1980 erfolgreich bei James M. McPherson mit einer Dissertation in Fortsetzung ihrer vorangegangenen Abschlussarbeit speziell über die Situation junger Frauen auf den Plantagen des amerikanischen Südens im Zeitraum 1780 bis 1835 abschloss. Bereits 1979 hatte sie die Arbeit am Union College aufgenommen, die sie bis zu ihrem Wechsel an die Fakultät für Geschichte nach Harvard im Jahr 1983 innehatte. Im Jahr 1983 veröffentlichte sie auch ihr erstes Buch unter dem Titel The Plantation Mistress: Woman’s World in the Old South. 1984 veröffentlichte sie ihr zweites Buch The Other Civil War: American Women in the Nineteenth Century. 1988 wechselte sie an die Brandeis University, dort begann sie auch Lehrbuchtexte zu gesellschaftswissenschaftlichen Themen für weiterführende Schulen zu verfassen. 1990 kehrte sie nach Harvard zurück und unterrichtete dort afroamerikanische Geschichte (Afro-American Studies), ab 1993 wechselte sie zum Fach afroamerikanische Literatur an die Brown University. 
Ab 1994 gab sie die Lehrverpflichtungen auf und begann, auch um sich mehr um ihre Kinder kümmern zu können, ausschließlich als Schriftstellerin tätig zu werden. Seither entstanden mehr als 20 Bücher, an denen sie als Verfasserin oder Herausgeberin beteiligt war. Darunter befanden sich auch Drehbücher für Fernsehproduktionen zu historischen Themen, von denen bisher allerdings noch keines realisiert wurde. Sie hat Sendungen für den History Channel geschrieben und war Beraterin bei anderen Fernsehproduktionen. Darüber hinaus verfasste sie auch Kinderbücher und Sachbücher für junge Leser. 
Im Herbst 1997 hielt sie die Douglas-Southall-Freeman-Gastprofessur für Geschichte an der University of Richmond, Virginia, im folgenden Herbst war es die Lewis-Jones-Gastprofessur für Geschichte am Wofford College in Spartanburg, South Carolina. Von Herbst 1999 bis Mai 2001 nahm sie die Weissman-Gastprofessur für Geschichte am Baruch College der City University of New York wahr. In den Jahren 2001 und 2002 lehrte sie als Mark-Clark-Professor an der Militärhochschule Citadel in Charleston (South Carolina) Geschichte. In den beiden folgenden Jahren war sie an der Wesleyan University in Middletown (Connecticut) als Gastprofessor tätig. 
1982 heiratete sie den New Yorker Architekten Daniel Lee Colbert. Sie zog mit ihrem Mann nach Winchester in Massachusetts um, 1984 wurde in Boston ihre Tochter Drew Colbert, 1989 ihr Sohn Ned Colbert geboren.

## Werkauswahl
- Fanny Kemble’s Civil Wars (Oxford, 2006)
- Harriet Tubman: the Road to Freedom (New York, 2004)
- Fanny Kemble’s Journals (Cambridge, MA, 2000)
- The Big Book of Stationary (New York, 2002)
- The Devil’s Lane: Sex and Race in the Early South, Catherine Clinton und Michele Gillespie, (Hg.)
- Tara Revisited: Woman, War, & the Plantation Legend (1995)
- Taking Off the White Gloves: Southern Women and Women’s History, Michele Gillespie und Catherine Clinton, (Hg.) (Columbia, MO 1998)